# Ipotesi sul caso Moro
Le ipotesi sul caso Moro sono state oggetto di diverse speculazioni e teorie del complotto, talvolta in contrasto fra di loro e generalmente screditate , perché senza tangibile riscontro documentale e/o diretta testimonianza, e quindi ritenute inattendibili da parte della magistratura italiana in sede giudiziaria e dalle Commissioni parlamentari d'inchiesta. Ugualmente queste ipotesi sono rigettate da gran parte dei brigatisti, inclusi coloro che ammisero la partecipazione personale al sequestro Moro, dagli storici italiani, come Paolo Persichetti, vicini all'area della sinistra non allineata alle posizioni complottiste e dagli studiosi non italiani del fenomeno terroristico  .

## La scelta dell'obiettivo e del luogo dell'azione
La stampa ipotizzò, a seguito delle interviste ad alcuni brigatisti catturati, che le Brigate Rosse avessero puntato su Moro ritenendo che l'obiettivo precedentemente scelto dai terroristi, Giulio Andreotti, risultasse troppo protetto. Lo stesso Andreotti però smentì la fondatezza dell'assunto, pubblicamente raccontando che ogni mattina abitudinariamente si recava di buon'ora, a piedi e del tutto solo, a messa in una chiesa vicina alla sua abitazione; come obiettivo, affermò, era anche eccessivamente facile.
Anche il brigatista Valerio Morucci nelle sue deposizioni ai processi Moro ha affermato che l'obiettivo di colpire Andreotti fu abbandonato non per la protezione di cui godeva, ma per il luogo estremamente centrale di Roma ove egli abitava che impediva, di fatto, qualsiasi tentativo di fuga del commando brigatista dopo l'eventuale agguato. Morucci dichiarò anche che la scelta di via Fani come luogo per l'agguato fu dettata dall'impossibilità di compierlo in altri luoghi frequentati dal presidente della DC.
Adriana Faranda, che partecipò alla preparazione del piano di sequestro, raccontò: «Moro, la mattina intorno alle nove, si recava nella chiesa di Santa Chiara per la messa. Partì un'inchiesta massiccia e fu ideata una prima ipotesi di sequestro. Questa ipotesi non prevedeva l'uccisione della scorta, doveva effettuarsi all'interno della chiesa e con la diretta partecipazione di un nucleo di sette militanti Br. Era prevista una via di fuga che dall'interno della chiesa, passando per un corridoio di una scuola, arrivava in via Zandonai; perciò completamente fuori dalla vista di chi si trovava in piazza dei Giochi Delfici, su cui si affaccia la chiesa. Furono analizzate anche altre vie di fuga e tutte le strade che in automobile erano percorribili da via Zandonai fino ai luoghi più sicuri. Questo progetto venne abbandonato perché piazza dei Giochi Delfici si trova in una zona altamente militarizzata, e se ci si fosse accorti del sequestro in atto sarebbe potuto nascere un conflitto a fuoco che avrebbe coinvolto passanti e reso impossibile la fuga dei brigatisti coinvolti; nel piano, come copertura, si arrivava più o meno a venti persone».
La colonna romana decise di intervenire bloccando l'auto di Moro lungo il percorso tra via Trionfale e la chiesa di Santa Chiara. Davanti alla chiesa Franco Bonisoli scoprì che l'auto non era blindata, così si decise di uccidere la scorta.
I brigatisti, inoltre, scartarono quasi subito l'ipotesi di rapire Moro all'Università per il gran numero di studenti sempre presenti.

## Il possibile coinvolgimento della P2 e dei servizi segreti
Durante il sequestro, il giornalista Mino Pecorelli aveva scritto più volte sulla rivista da lui diretta OP-Osservatore Politico che «a duemila anni di distanza Roma avrebbe visto nuovamente le Idi di marzo e la morte di Giulio Cesare...». Ciò in riferimento alla data di morte di Cesare (15 marzo 44 a.C.) e del rapimento di Moro (16 marzo 1978). Dopo la morte del presidente DC Pecorelli pubblicò un articolo intitolato Vergogna, buffoni!, sostenendo che il generale Carlo Alberto dalla Chiesa si fosse recato da Andreotti dicendogli di conoscere la prigione di Moro, il quale non poté dare il via libera all'operazione a causa della contrarietà di una certa «loggia di Cristo in paradiso». La possibile allusione alla P2, organizzazione implicata in attività eversive, fu ipotizzabile soltanto dopo il ritrovamento della lista degli iscritti alla P2, avvenuto il 17 marzo 1981. In questa lista erano presenti i nominativi di diversi personaggi che ricoprivano ruoli importanti nelle istituzioni sia durante il sequestro Moro sia durante le indagini che seguirono. Alcuni erano stati promossi ai loro incarichi da pochi mesi o durante il sequestro stesso: tra questi il generale Giuseppe Santovito, direttore del SISMI, il prefetto Walter Pelosi, direttore del CESIS, il generale Giulio Grassini del SISDE, l'ammiraglio Antonino Geraci, capo del SIOS della Marina Militare, Federico Umberto D'Amato, direttore dell'Ufficio affari riservati del Ministero dell'interno, il generale Raffaele Giudice, comandante generale della Guardia di Finanza e il generale Donato Lo Prete, capo di stato maggiore della stessa, il generale dei Carabinieri Giuseppe Siracusano (responsabile per quello che riguardava i posti di blocco effettuati nella Capitale durante le indagini sul sequestro, che la Commissione Moro considerò poco efficaci).
Il professor Vincenzo Cappelletti, uno degli esperti chiamati a formare i comitati durante il rapimento, dichiarò alla Commissione Stragi che il professor Franco Ferracuti (già agente della CIA e fra i sostenitori dell'ipotesi che Moro fosse stato colpito dalla sindrome di Stoccolma), il cui nome risultò tra gli iscritti della P2 con tessera 2137, avrebbe aderito alla loggia proprio durante il periodo del sequestro su proposta del generale Grassini, almeno stando a quanto riferitogli dal Ferracuti stesso.
Licio Gelli ha affermato che la presenza di un elevato numero di affiliati alla loggia nei comitati non era dovuta a un coinvolgimento attivo della P2 nella questione, quanto al fatto che molte personalità di primo piano del tempo erano iscritte alla stessa, quindi era naturale che in questi comitati se ne trovassero diverse. Gelli affermò anche che alcuni degli iscritti presenti nei comitati probabilmente ignoravano il fatto che anche altri appartenessero alla loggia stessa.
Altro caso dubbio, che è stato dibattuto in numerose pubblicazioni sul caso Moro, è quello relativo alla presenza del colonnello Camillo Guglielmi del SISMI nelle vicinanze dell'agguato durante l'azione delle BR. La notizia della sua presenza in via Stresa, tenuta segreta inizialmente, verrà rivelata soltanto nel 1991 durante le indagini della Commissione stragi, anche a seguito di una relazione presentata dal deputato di Democrazia Proletaria Luigi Cipriani (allora membro della commissione) che riferiva di alcune testimonianze sul caso Moro e sul ruolo di Guglielmi come osservatore, da parte di un ex agente del SISMI (poi quasi totalmente smentite dal diretto interessato). Guglielmi affermerà di essere stato realmente in zona, ma perché invitato a pranzo da un collega che abitava nella vicina via Stresa. Secondo alcune pubblicazioni il collega, pur confermando il fatto che Guglielmi si presentò a casa sua, negò che il suo arrivo fosse previsto. Secondo alcune fonti (tra cui lo stesso Cipriani) Guglielmi avrebbe anche fatto parte di Gladio, tesi però fermamente smentita dallo stesso colonnello.
Indagini della DIGOS porteranno poi a scoprire che alcuni macchinari presenti nella tipografia utilizzata dai brigatisti per la stampa dei comunicati (da quasi un anno prima del rapimento), che era gestita dal brigatista (Enrico Triaca) e finanziata da Moretti, erano stati precedentemente di proprietà dello Stato: si trattava di una stampatrice AB-DIK260T, che era di proprietà del Raggruppamento Unità Speciali dell'Esercito (facente parte del SISMI) e che, seppur con un pochi anni di vita e un elevato valore, era stata venduta come rottame ferroso, e di una fotocopiatrice AB-DIK 675, precedentemente di proprietà del Ministero dei trasporti, acquistata nel 1969 e che, dopo alcuni cambi di proprietario, era stata venduta a Enrico Triaca.
Anche l'appartamento di via Gradoli presenta alcune peculiarità. Innanzitutto fu affittato da Moretti sotto lo pseudonimo di Mario Borghi nel 1975, ma il contratto d'affitto tra «Borghi» e la controparte (Luciana Bozzi) non venne registrato. Inoltre, in quello stabile vivevano anche un confidente della polizia e diversi appartamenti erano intestati a uomini del SISMI. La palazzina fu perquisita dai carabinieri del colonnello Varisco, ma venne saltato l'appartamento in oggetto, in quanto nel momento del controllo non risultava essere presente nessuno. Ad aggiungere ulteriori incertezze sul caso, diversa pubblicistica evidenzia che la signora Bozzi si scoprirà successivamente essere amica di Giuliana Conforto, nel cui appartamento furono arrestati i brigatisti Morucci e Faranda. Infine, Pecorelli, nel 1977, si burlò di Moretti indirizzando a Mario Borghi (residente in via Gradoli 96) una cartolina da Ascoli Piceno, datata 16 gennaio 1976, giorno esatto del trentesimo genetliaco del brigatista recante il messaggio «Saluti, brrrr». La cartolina era indirizzata al Signor Borghi Vincenzo (e non Borghi Mario, pseudonimo che Moretti utilizzò per affittare l'appartamento in cui fu tenuto prigioniero lo statista. Erano solo in due a confondere "Mario" con "Vincenzo", ed erano entrambi iscritti alla P2. Oltre al citato Pecorelli, l'altro era il colonnello dei Carabinieri Antonio Cornacchia

## I tentativi dei palestinesi di proteggere l'autore dellodo Moro
La stazione dei servizi segreti di Beirut, guidata dal colonnello Stefano Giovannone, il 18 febbraio 1978 inviò a Roma un dispaccio della «Fonte 2000»: in esso si riconferma la fedeltà del Fronte Popolare per la Liberazione della Palestina al lodo Moro, nello stesso momento in cui si richiede di non farne menzione alla centrale OLP in Italia e in cui si rivela che azioni terroristiche europee erano in preparazione in Italia. La versione non appare combaciante con la deposizione di Antonio Savasta alla Procura della Repubblica di Verona poiché, nel verbale del 1º febbraio 1982, c'era scritto: «A noi sembrò strano che Arafat cercasse dei contatti nel periodo in cui sembrava che la sua politica tendesse a un avvicinamento ai Paesi europei. Vi erano stati infatti poco tempo prima gli incontri non ufficiali dello stesso Arafat con Aldo Moro. Proprio per questo pensammo che poteva trattarsi di un tranello tesoci dai servizi segreti per catturare qualcuno di noi. Il dubbio venne chiarito dal rappresentante dell'OLP il quale spiegò che all'interno dell'OLP e proprio all'interno della stessa linea politica di Arafat vi era una tendenza di alcuni contraria all'avvicinamento ai Paesi europei, anzi contraria all'abbandono della lotta armata nei confronti di Israele».
In ogni caso, in due lettere dalla sua prigionia, Moro evoca il nome del colonnello Giovannone e ne richiede il rientro in Italia: in quella a Flaminio Piccoli lo cita in rapporto alla «nota vicenda dei palestinesi» e in quella a Erminio Pennacchini lo considera tra i protagonisti della soluzione per la quale «ai prigionieri politici dell'altra parte viene assegnato un soggiorno obbligato in Stato terzo».
Nel giugno 2008, poi, il terrorista venezuelano Ilich Ramírez Sánchez, detto «Carlos», in un'intervista all'agenzia di stampa ANSA, dichiarò che alcuni uomini del SISMI, guidati dal colonnello Stefano Giovannone (secondo una testimonianza di Corrado Guerzoni ritenuto vicino a Moro), nella sera tra l'8 e il 9 maggio 1978, all'aeroporto di Beirut, tentarono un accordo per far liberare Moro: questo accordo avrebbe previsto la consegna di alcuni brigatisti incarcerati a uomini del Fronte Popolare per la Liberazione della Palestina sul territorio di un paese arabo. Secondo «Carlos» l'accordo, che vedeva i vertici del SISMI contrari e violava la direttiva del governo di non trattare, fallì perché l'informazione fuoriuscì dall'ufficio politico dell'OLP, probabilmente a causa di Bassam Abu Sharif, e da lì ne vennero informati i servizi di un Paese della NATO che ne informò a suo volta il SISMI. Il giorno dopo Moro venne ucciso. Sempre secondo il terrorista venezuelano gli ufficiali che avevano effettuato questo tentativo vennero allontanati dai servizi, costringendoli alle dimissioni o al pensionamento. Lo stesso Carlos, a metà degli anni ottanta, era stato indicato da Kyodo News, un'agenzia di stampa giapponese, in base a informazioni provenienti da una fonte non dichiarata, come uno dei possibili ispiratori del rapimento.
Quanto ai rapporti tra Giovannone e il FPLP, essi risulterebbero asseverati anche da altre inchieste, come quella sulla sparizione di Graziella De Palo e Italo Toni.

## Il possibile coinvolgimento di "Autonomia Operaia"
Nella seconda metà di aprile del 1978 due dirigenti del PSI, Claudio Signorile e Antonio Landolfi, s'incontrarono con Lanfranco Pace e Franco Piperno, due militanti di Autonomia Operaia in contatto con Faranda e Morucci: i due esponenti socialisti cercarono di trovare un compromesso per liberare Moro, che non avesse come passaggio obbligato la liberazione di terroristi detenuti. Antonio Savasta, brigatista poi diventato collaboratore di giustizia, ricordò: «C'era un tentativo politico da parte di Pace e Piperno di essere loro gli interlocutori verso lo Stato per conto della guerriglia e dei movimenti di massa che allora si erano sviluppati. Si diceva che questo tipo di trattative tra Pace e Piperno ed esponenti del Partito socialista italiano non poteva assolutamente interferire sul comportamento delle Brigate rosse perché le Brigate rosse tendevano ad una trattativa aperta con lo Stato.».
L'ipotesi di collegamento tra Autonomia e BR con il delitto Moro si sviluppò l'anno successivo, in seguito agli arresti del "processo 7 aprile": i magistrati padovani sostennero che a effettuare la telefonata del 30 aprile,  preannunciante l'esecuzione della sentenza di morte del leader democristiano fosse stato Toni Negri, docente universitario e leader di A.O. Tuttavia nel 1980 i possibili collegamenti tra le due organizzazioni e il caso Moro caddero, anche grazie alle rivelazioni di Patrizio Peci, che scagionò Negri dall'accusa rivolta . la telefonata in realtà fu fatta da Morucci.

## Il possibile coinvolgimento dell'URSS
Nel novembre 1977 Sergej Sokolov, studente russo presso l'Università La Sapienza di Roma, avvicinò Moro per chiedergli di frequentare le sue lezioni. Nelle settimane successive, si fece notare per le domande sempre più indiscrete fatte agli assistenti circa l'auto e la scorta, tanto da suscitare anche qualche sospetto in Moro che raccomandò al suo assistente di rispondere vagamente a eventuali domande dello studente. Sergej Sokolov incontrò l'ultima volta Moro la mattina del 15 marzo. Da allora nessuno lo incontrò più. Nel 1999, in seguito alla pubblicazione del dossier Mitrochin, si sospettò che Sergej Sokolov fosse Sergej Fedorovich Sokolov, ufficiale del KGB sotto copertura a Roma, dove aveva iniziato a lavorare come corrispondente della TASS da Roma (rapporto Impedian 83) nel 1981, ma che nel 1982 era stato richiamato in patria.
Nel maggio 1979 i brigatisti Valerio Morucci e Adriana Faranda, due degli ideatori del sequestro, furono arrestati a Roma nell'appartamento di Giuliana Conforto, figlia di Giorgio Conforto, con il rinvenimento nell'abitazione della mitraglietta Skorpion (di marca cecoslovacca) usata da Moretti per assassinare Moro. Nel dossier Mitrochin (rapporto Impedian 142) si parla di Giorgio Conforto come agente del KGB, nome in codice «Dario», capo rete dei servizi strategici del Patto di Varsavia, ma si disse anche che sia lui sia la figlia fossero estranei alle attività dei due terroristi e che, tuttavia in seguito alle indagini di cui sarebbe stato probabilmente oggetto dopo l'arresto dei brigatisti, i servizi sovietici decisero di «congelare» la sua attività di spia.
Dopo il ritrovamento dei primi due comunicati BR, un diplomatico italiano Renzo Rota, compì di sua iniziativa una analisi filologica sul testo dei comunicati trovandovi 27 parole, o espressioni o intere frasi, che appaiono come traduzioni da espressioni usate nei testi politici sovietici e inserite nel testo dei comunicati da qualcuno non particolarmente abile nella lingua italiana; questa sua analisi gli fece concludere che "la parte centrale – quella ideologica – del primo messaggio delle B.R. […] e tutto il secondo messaggio, sono stati scritti da un comunista sovietico, e più precisamente, da un “ideologo” del Partito Comunista sovietico ". Queste sue conclusioni furono ignorate durante le indagini e scarsamente considerate dalle commissioni parlamentari d'inchiesta sui fenomeni terroristici succedutesi nel tempo .
Francesco Cossiga durante la sua audizione alla Commissione stragi sostenne che in un primo tempo era anche stato ipotizzato che il rapimento di Moro fosse stato effettuato su commissione dei servizi segreti degli Stati del Patto di Varsavia, ma che il comando NATO non riteneva che il politico potesse conoscere informazioni riservate sull'Alleanza Atlantica tali da considerare il suo rapimento un pericolo per la stessa (ma nel suo memoriale Moro parlerà di una struttura Stay-behind, nota in Italia come organizzazione Gladio, la cui esistenza allora era ancora ufficialmente segreta). Cossiga sostenne che gli Stati Uniti, al contrario di altri Paesi alleati come la Germania Ovest, si rifiutarono di fornire all'Italia il supporto diretto delle loro agenzie di spionaggio, proprio per il fatto che il rapimento di Moro, a quanto ritenevano, non costituiva pericolo per gli interessi americani; gli Stati Uniti si limitarono quindi, su insistenza di Cossiga, a mandare in Italia Steve Pieczenik (a volte riportato come «Pieczenick»), ufficialmente uno psicologo dell'ufficio antiterrorismo del Dipartimento di Stato statunitense, esperto in casi di rapimento, il quale riteneva si dovesse fingere una trattativa per poter proseguire le indagini e individuare i brigatisti che tenevano prigioniero Moro.
Altre persone, come pubblicato su un articolo di Panorama del 2005, invece affermano che almeno alcune azioni terroristiche delle Brigate Rosse erano state richieste dal KGB, il servizio segreto dell'Unione Sovietica. Tra questi Paolo Guzzanti, giunto a questa conclusione dopo aver presieduto per due anni la Commissione parlamentare d'inchiesta sul dossier Mitrochin. Sulla stessa linea il dissidente sovietico Vladimir Bukovskij, che analizzò gli archivi di Mosca negli anni '90 e, come Guzzanti, raccolse anche le confidenze di Aleksandr Litvinenko, sostenendo che «gli italiani che arrivavano a collaborare con il KGB [...] ricevevano soldi e una formazione speciale per confezionare bombe, preparare attentati, alimentare il terrorismo, falsificare i documenti, modificare i tratti del volto».

## Il possibile coinvolgimento degli Stati Uniti
Nel corso degli anni alcuni collaboratori di Moro hanno dichiarato che durante una visita a Washington, Moro ebbe un duro scontro con l'allora Segretario di Stato Henry Kissinger (contrario a un'eventuale entrata del PCI nel governo italiano).
L'ex vicepresidente del CSM ed ex vicesegretario della Democrazia Cristiana Giovanni Galloni il 5 luglio 2005, in un'intervista nella trasmissione Next di RaiNews24 disse che poche settimane prima del rapimento, Moro gli confidò, discutendo della difficoltà di trovare i covi delle BR, di essere a conoscenza del fatto che sia i servizi americani sia quelli israeliani avevano degli infiltrati nelle BR, ma che gli italiani non erano tenuti al corrente di queste attività che avrebbero potuto essere d'aiuto nell'individuare i covi dei brigatisti. Galloni sostenne anche che vi furono parecchie difficoltà a mettersi in contatto con i servizi statunitensi durante i giorni del rapimento, ma che alcune informazioni potevano tuttavia essere arrivate dagli Stati Uniti:
(Intervista con Giovanni Galloni nella trasmissione Next.)
Lo stesso Galloni aveva già rilasciato dichiarazioni simili durante un'audizione alla Commissione Stragi il 22 luglio 1998, in cui affermò anche che durante un suo viaggio negli Stati Uniti del 1976 gli era stato fatto presente che, per motivi strategici (il timore di perdere le basi militari su suolo italiano, che erano la prima linea di difesa in caso di invasione dell'Europa da parte sovietica) gli Stati Uniti erano contrari a un governo aperto ai comunisti come quello a cui puntava Moro:
(Dichiarazioni di Giovanni Galloni, Commissione parlamentare d'inchiesta sul terrorismo in Italia e sulle cause della mancata individuazione dei responsabili delle stragi, 39ª seduta, 22 luglio 1998.)
La vedova di Aldo Moro, Eleonora Chiavarelli, ebbe modo di dichiarare al primo processo contro il nucleo storico delle BR, davanti al presidente Severino Santiapichi, che suo marito era inviso agli Stati Uniti fin dal 1964, quando venne varato il primo governo di centro-sinistra (governo Moro I), e che più volte fosse stato «ammonito» da esponenti politici d'oltreoceano a non violare la cosiddetta «logica di Jalta». Le pressioni statunitensi sul marito, stante la deposizione della signora Moro, s'accentuarono dopo il 1973, quando Moro era impegnato nel suo progetto di allargamento della maggioranza di governo al PCI (compromesso storico). Nel settembre del 1974 il Segretario di Stato americano, Henry Kissinger, in occasione di una visita di Stato di Moro negli Stati Uniti, diede un monito ben chiaro allo statista DC avvertendolo della «pericolosità» di tale legame col PCI. E di nuovo, nel marzo 1976 gli avvertimenti si fecero più espliciti. Nell'occasione, egli fu avvicinato da un alto personaggio americano che lo apostrofò duramente.

Di fronte alla Commissione parlamentare d'inchiesta, la moglie di Moro rievocò così l'episodio: «È una delle pochissime volte in cui mio marito mi ha riferito con precisione che cosa gli avevano detto, senza svelarmi il nome della persona. [...] Adesso provo a ripeterla come la ricordo: "Onorevole (detto in altra lingua, naturalmente), lei deve smettere di perseguire il suo piano politico per portare tutte le forze del suo Paese a collaborare direttamente. Qui, o lei smette di fare questa cosa, o lei la pagherà cara. Veda lei come la vuole intendere"». Molte di queste teorie si basarono sull'ipotesi che la ricerca di un compromesso tra i partiti di governo e il Partito Comunista Italiano al fine di creare un governo di grande coalizione, stava profondamente disturbando quegli interessi (la cosiddetta pax americana). Questo, secondo alcuni osservatori, porterebbe a ritenere che quanto accaduto a Moro poteva risultare vantaggioso per gli Stati Uniti.
Questa posizione era stata espressa per la prima volta nell'indagine Chi ha ucciso Aldo Moro? (1978), scritta dal giornalista statunitense Webster Tarpley e commissionata dal parlamentare della DC Giuseppe Zamberletti. Circa le parole riferite dalla moglie di Moro in seguito, durante una sua deposizione, secondo cui, prima del sequestro, «una figura politica statunitense di alto livello» disse ad Aldo Moro «o lasci perdere la tua linea politica o la pagherai cara», era da ricollegare al timore che in Italia si giungesse a una soluzione simile a quella del Cile che nel 1973 aveva subito un colpo di Stato per opera del generale Augusto Pinochet, che aveva instaurato un'efferata dittatura militare. Il cambiamento era inteso come abbandono di ogni ipotesi di accordo con i comunisti. Alcuni ritengono che quella figura fosse Henry Kissinger, che già aveva parlato in termini molto diretti al Ministro degli Esteri Moro in un incontro a tu per tu nel 1974. Interpellato in merito, Kissinger ha smentito l'accaduto, a cominciare dalla data dell'ultimo diktat a latere di un meeting internazionale il 23 marzo 1976. Si disse anche che Moro tenesse i contatti tra Enrico Berlinguer (PCI) e Giorgio Almirante (MSI), segretari rispettivamente dei principali partiti di sinistra e di destra, con lo scopo – secondo questa ipotesi – di «raffreddare la tensione delle rispettive frange estremiste» (Brigate Rosse e Nuclei Armati Rivoluzionari), l'esatto opposto di quanto volevano gli strateghi della tensione. Di certo, tra Berlinguer e Almirante ci furono contatti personali e stima personale (come dimostrato dalla presenza di Almirante ai funerali di Berlinguer nel 1984, presenza ricambiata da Alessandro Natta ai funerali di Almirante nel 1988).

## Il possibile coinvolgimento di Israele
È stata proposta anche l'ipotesi che le Brigate Rosse fossero infiltrate, già nel 1974, da agenti segreti di Israele. Alberto Franceschini riportò una confidenza fattagli durante l'ora d'aria nel carcere di Torino da Renato Curcio, secondo cui Mario Moretti era probabile fosse un infiltrato nell'organizzazione terroristica. Franceschini affermò inoltre che «quando rapimmo Mario Sossi, nel '74, eravamo in dodici. Esser in undici a dover gestire un rapimento complesso come quello di Moro mi sembra quanto meno azzardato». Mario Moretti prese in mano le redini dell'organizzazione proprio al momento della cattura di Franceschini e di Curcio, imprimendo all'organizzazione una struttura di tipo «paramilitare» e cominciando la guerra aperta contro lo Stato. Curcio smentì l'ex compagno e molti altri appartenenti all'organizzazione insurrezionale confutarono le parole di Franceschini a vario titolo. Lo stesso Moretti, in un'intervista televisiva del 1990, affermò di non aver mai visto un israeliano in vita sua, aggiungendo che fosse sbagliato pensare che il cambio della strategia brigatista fosse dipeso dall'arresto di alcuni militanti.

## Il falso «comunicato n. 7» e la scoperta del covo di via Gradoli
Un mese dopo il sequestro, il giorno 18 aprile, fu rinvenuto, nascosto nel cestino dei rifiuti di un bar in piazza Indipendenza, il «comunicato n. 7» delle BR. In esso si annunciava la morte dell'ostaggio e la sua sepoltura nel lago della Duchessa, al confine tra il Lazio e l'Abruzzo. Anche se agli inquirenti il volantino apparve poco credibile (perché scritto con linguaggio e strumenti inconsueti) furono fatte partire numerose forze dell'ordine per il luogo della presunta sepoltura: attorno alla riva il manto di neve era intatto, ma l'ordine di sospendere le ricerche fu dato solo due giorni dopo, quando le BR fecero trovare a Genova, Milano e Torino le copie del vero comunicato, in cui veniva dato un ultimatum di 48 ore al governo e alla DC, con allegata una foto di Aldo Moro con una copia del quotidiano la Repubblica del 19 aprile, per dimostrare che il politico era ancora vivo e che la notizia della sua uccisione fosse falsa.
A scrivere questo falso comunicato fu Antonio Chichiarelli, falsario legato alla banda della Magliana, amico di neofascisti dei NAR e confidente dei servizi segreti, ucciso nel settembre 1984 in circostanze rimaste misteriose. È da notare che lo stesso Chichiarelli parlò del comunicato a diverse persone, tra cui Luciano Dal Bello, informatore dei carabinieri e del SISDE, che riferì la questione a un maresciallo dei carabinieri, senza che tuttavia alla segnalazione fossero seguite indagini su Chichiarelli. 
Si ipotizza che l'anno successivo, Chichiarelli abbia inviato un messaggio esplicito ai suoi committenti fingendo di dimenticare il proprio borsello. Il 21 marzo 1979, ad un giorno dall'omicidio Pecorelli, Chichiarelli "dimentica" su un taxi un borsello con alcuni oggetti legati al drammatico sequestro. Il borsello conteneva alcuni oggetti collegati alla morte di Moro. Tra questi, 9 proiettili calibro 7,65 Nato (in dotazione alle forze dell'ordine), una pistola Beretta calibro 9 con la matricola abrasa (Moro viene ucciso con 11 colpi, 10 calibro 7,65, uno calibro 9); fazzoletti di carta “Paloma” (gli stessi usati per tamponare le ferite durante il trasporto del cadavere nella Renault 4 e di cui gli stessi brigatisti non erano a conoscenza, come emerse dai processi); alcuni messaggi in codice e indirizzi sottolineati; false schede segnaletiche brigatiste per la raccolta dati su personaggi politici, tra i quali Pietro Ingrao; medicinali identici a quelli assunti da Moro e un pacchetto di sigarette dello stesso tipo fumato da Moro. Secondo la testimonianza dei pentiti della banda della Magliana, Chichiarelli aveva affermato di esser deluso per la magra ricompensa ai suoi servizi resi durante la prigionia di Moro. 
Bisogna sottolineare la facilità con cui, anni dopo, Chichiarelli mise a segno una rapina ad una banca di Michele Sindona e che fu - probabilmente - la causa della morte del criminale. La "Rapina del Secolo" alla Brink's Securmark di Roma avvenne la notte del 23 marzo 1984 e non fu una rapina qualsiasi: sul bancone gli ignoti rapinatori lasciarono una serie di oggetti che stavano simbolicamente a rappresentare il vero significato dell'impresa. Una granata Energa, sette proiettili calibro 7,62, sette piccole catene e sette chiavi. La bomba Energa era dello stesso tipo usata durante l'agguato al colonnello Varisco (il tenente colonnello Antonio Varisco, comandante del nucleo dei carabinieri del tribunale di Roma, venne ucciso dalle Brigate Rosse il 13 luglio 1979) e proveniva dall'armeria di via List. Le sette chiavi e le sette catene furono lette come un chiaro riferimento al falso comunicato delle Brigate Rosse sul lago della Duchessa, mentre i sette proiettili calibro 7,62 riportano all'omicidio di Mino Pecorelli, e c'erano anche le cinque schede, identiche a quelle ritrovate dentro il borsello abbandonato nel taxi da Tony Chichiarelli all'epoca dell'omicidio del giornalista: gli oggetti lasciati intenzionalmente sul luogo della rapina suggerivano uno stretto collegamento tra la fine del direttore di OP e il rapimento e la morte di Aldo Moro. Furono lasciati anche falsi volantini di rivendicazione brigatista della rapina e le immancabili foto Polaroid scattate ai guardiani legati con, sullo sfondo, il drappo raffigurante la stella, emblema del gruppo terroristico. A differenza di quanto avvenne per il falso comunicato del lago della Duchessa, in questa occasione gli specialisti riconobbero immediatamente come falsi sia i volantini di rivendicazione, che le fotografie. Le stesse foto Polaroid vennero scoperte durante la perquisizione nella cassaforte della casa del bandito alcuni giorni dopo la sua misteriosa uccisione avvenuta il 27 settembre 1984. 
Altro episodio sconcertante è quello legato alla testina rotante IBM della macchina da scrivere utilizzata per redigere il falso comunicato del lago della Duchessa. Lunedì 5 agosto 1979, Chichiarelli fu fermato per un controllo, e gli fu contestato il possesso di una testina IBM. Al che il falsario si giustificò con il fatto che era stato proprietario di un negozio che vendeva macchine da scrivere chiuso poco tempo prima, e che doveva consegnare la testina rotante ad un cliente al quale precedentemente aveva venduto una IBM. E che era usata, "probabilmente provata dalla fabbrica" per un controllo di qualità prima della consegna al suo negozio. Gli accertamenti fatti dagli agenti confermarono questa versione, e pertanto nessun provvedimento fu preso. La testina venne restituita a Chichiarelli e nessuna ulteriore indagine venne approntata. 
Le BR interpretarono quel falso comunicato come un'impossibilità di effettuare scambi di prigionieri con lo Stato. Lo rivelò Enrico Fenzi ai giudici della Corte d'assise di Roma: «Secondo le Brigate rosse, il comunicato del Lago della Duchessa era un falso del governo, della polizia, insomma del potere... ed era il segnale chiaro e inequivocabile che nessuna trattativa era possibile... che lo Stato non avrebbe mai trattato per Moro».
Nello stesso giorno le forze dell'ordine scoprirono a Roma un appartamento in via Gradoli 96 usato come covo delle Brigate Rosse: la scoperta, avvenuta a causa di una perdita d'acqua per cui erano stati chiamati i vigili del fuoco, si rivelerà essere causata invece da un rubinetto della doccia lasciato aperto, appoggiato su una scopa e con la cornetta rivolta verso un muro, quasi a voler far scoprire il covo, che era usato abitualmente dal brigatista Mario Moretti (il quale avrà notizia della scoperta dai giornali, che la riporteranno subito, e non vi farà ritorno). Moretti aveva affittato l'appartamento nel 1975, con l'identità dell'«ingegner Mario Borghi», e da allora l'aveva usato abitualmente (si è poi scoperto che oltre a Moretti vi hanno abitato per qualche mese anche Adriana Faranda e Valerio Morucci). La polizia, durante la perquisizione, trovò tra l'altro la targa originale della 128 bianca usata per il tamponamento di via Fani.
Successivamente alla scoperta del covo vennero resi noti alcuni fatti molto particolari. Lo stabile in cui si trovava questo covo era stato già perquisito il 18 marzo, pochi giorni dopo il rapimento, nell'ambito di un controllo di alcuni appartamenti della zona, che venivano abitualmente affittati per brevi periodi, ma non essendoci nessuno dentro l'appartamento, gli agenti se n'erano andati senza controllarlo. La vicina di casa, nel confermare che lì vi abitava «una persona distinta, forse un rappresentante, che usciva la mattina e tornava la sera tardi» (come riferirà in aula il sottufficiale incaricato del controllo), avrebbe consegnato una comunicazione destinata al dottor Elio Cioppa, vice capo della Squadra Mobile romana, in cui affermava che la sera prima aveva sentito dei rumori anomali, simili al codice Morse provenire dall'appartamento, ma sia il funzionario sia il sottufficiale che diresse l'operazione negarono di averlo mai ricevuto. Nella relazione di minoranza della commissione di inchiesta sulla Loggia P2, venne fatto notare che il dottor Elio Cioppa poco tempo dopo l'uccisione di Moro venne promosso a vicedirettore del SISDE, guidato allora dal generale Giulio Grassini, iscritto alla loggia, e che pochi mesi dopo anche Cioppa sarebbe entrato a far parte della medesima. La stessa vicina che aveva avvertito i rumori provenienti dall'appartamento, Lucia Mokbel, ufficialmente studentessa universitaria di origine egiziana che conviveva con il suo compagno Gianni Diana, viene indicata in diverse inchieste giornalistiche come rivelatasi poi essere impiegata come informatrice dal SISDE o dalla Polizia. Il verbale della perquisizione, presente agli atti del processo Moro, risulta essere stato scritto su fogli intestati «Dipartimento di Polizia», notazione che però cominciò a essere impiegata solo dal 1981, tre anni dopo la data in cui questi controlli sarebbero avvenuti.
Col passare del tempo divennero note altre notizie relative al covo e alla zona: nella stessa via, prima e dopo il sequestro Moro, erano presenti numerosi appartamenti utilizzati da agenti e aziende di copertura al servizio del SISMI (tra cui un sottufficiale dei carabinieri in forza al SISMI, residente al numero 89, nell'edificio di fronte al 96, che era compaesano di Moretti) e l'appartamento stesso era già stato segnalato e tenuto sotto controllo dall'UCIGOS da diversi anni (quindi era noto alle istituzioni), in quanto frequentato precedentemente anche da esponenti di Potere Operaio e Autonomia Operaia. Si è scoperto che anche il deputato democristiano Benito Cazora, nei suoi contatti avuti con esponenti della 'ndrangheta e della malavita calabrese nel tentativo di trovare la prigione di Moro, era stato avvertito che la zona di via Gradoli (per la precisione l'informazione era stata data in automobile, fermi all'incrocio tra la via Cassia e via Gradoli) era una «zona calda» e che questo avvertimento era stato comunicato sia ai vertici della Democrazia Cristiana sia agli organi di polizia.
Relativamente alla scoperta del covo, i brigatisti successivamente catturati hanno sempre parlato di una casualità, dovuta al rubinetto della doccia lasciato aperto per sbaglio, e hanno affermato che non erano a conoscenza del fatto che il covo fosse sotto controllo da parte dell'UCIGOS.

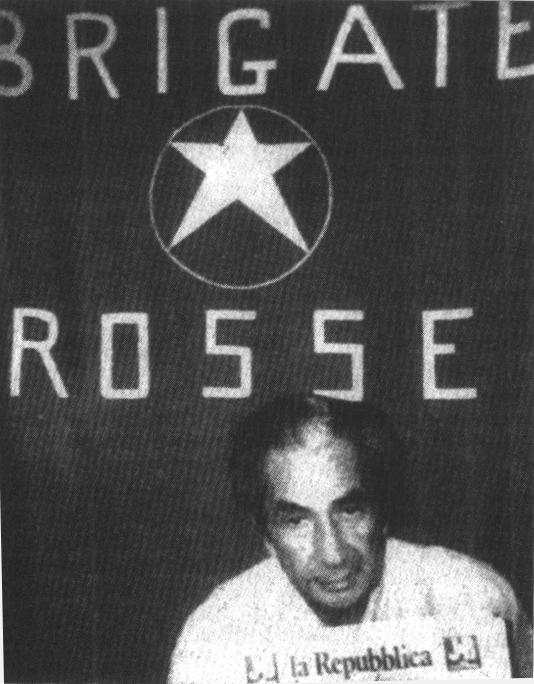
La foto allegata al vero comunicato n. 7: Aldo Moro con una copia del quotidiano la Repubblica del 19 aprile 1978

Steve Pieczenik, l'esperto di terrorismo del Dipartimento di Stato americano, in un'intervista concessa quasi trenta anni dopo il sequestro, ha affermato che l'idea del falso comunicato era stata presa durante una riunione del comitato di crisi a cui erano presenti, tra gli altri, lui, Cossiga, alcuni esponenti dei servizi e il criminologo Franco Ferracuti, con lo scopo di preparare l'opinione pubblica italiana ed europea al probabile decesso di Moro durante il sequestro, ma di ignorare poi come la cosa sia stata realizzata concretamente.
In un libro di Giovanni Corrao, Il segreto di Moro, si sostiene che la concomitanza tra la scoperta del covo di via Gradoli ed il ritrovamento del 7° falso comunicato la mattina del 18 aprile 1978 farebbe intendere che potrebbe essere stato il medesimo Toni Chichiarelli ad entrarvi e lasciare aperta l'acqua nella vasca dell'appartamento. La "visita" nel covo da parte del falsario potrebbe chiarire come fosse entrato in possesso della testina rotante IBM, servita sia per stampare il primo comunicato Br originale che i due comunicati falsi redatti da lui stesso. Nell'occasione nell'appartamentino potrebbe essere anche entrato in possesso di foto originali polaroid e soprattutto degli scritti originali di Moro che avrebbe venduto in cambio del pagamento ottenuto grazie alla rapina miliardaria del 1984. Secondo questa tesi chi gli aveva organizzato la rapina lo uccise poi per impossessarsi del bottino: 25 miliardi di lire non furono mai recuperati.

## Romano Prodi e la seduta spiritica
Romano Prodi, Mario Baldassarri e Alberto Clò hanno avuto un ruolo mai del tutto chiarito nel reperimento delle indicazioni su un possibile luogo di detenzione e resta tuttora alquanto oscura la vicenda della loro seduta spiritica con il «piattino» effettuata il 2 aprile 1978, da cui sarebbero scaturite prima alcune parole senza senso, poi le parole Viterbo, Bolsena e Gradoli, quest'ultima («Gradoli») che appunto coincideva con il nome della strada in cui si trovava il covo impiegato da Moretti.
Il 10 giugno 1981 Romano Prodi, interrogato dalla Commissione Moro dichiarò:
L'informazione fu ritenuta attendibile dal momento che, quattro giorni dopo, il 6 aprile, la questura di Viterbo, su ordine del Viminale, organizzò un blitz armato nel borgo medievale di Gradoli, vicino a Viterbo, alla ricerca della possibile prigione di Moro.
La vedova di Moro dichiarò di aver più volte indicato agli inquirenti l'esistenza di una via Gradoli a Roma, senza che questi estendessero le ricerche anche a questa (gli inquirenti avrebbero asserito che non esisteva una simile strada negli stradari di Roma). Questa circostanza è stata confermata anche da altri parenti, ma è stata energicamente smentita da Francesco Cossiga, all'epoca dei fatti Ministro dell'Interno.
La questione sulla seduta spiritica venne riaperta nel 1998 dalla Commissione parlamentare d'inchiesta sul terrorismo e le stragi: l'allora Presidente del Consiglio Prodi, dati gli impegni politici di poco precedenti alla caduta del suo governo nell'ottobre 1998, si disse indisponibile per ripetere l'audizione; si dissero disponibili Mario Baldassarri (senatore di AN, viceministro per l'Economia e le Finanze dei governi Berlusconi II e Berlusconi III, al tempo del rapimento di Moro docente presso l'Università di Bologna) e Alberto Clò (economista ed esperto di politiche energetiche, Ministro dell'Industria nel governo Dini e proprietario della casa di campagna dove sarebbe avvenuta la seduta spiritica, al tempo del rapimento di Moro assistente e poi docente di economia all'Università di Modena), anche loro presenti alla seduta spiritica. Entrambi, pur ammettendo di non credere allo spiritismo e di non aver più effettuato sedute spiritiche dopo quella, confermarono la genuinità del risultato della seduta e dichiararono che né loro né, per quanto ne sapevano, nessuno dei presenti (partecipanti al gioco del piattino o meno, oltre a loro tre erano presenti il fratello di Clò, le relative fidanzate, e i figli piccoli dei commensali) aveva conoscenze nell'ambiente dell'Autonomia bolognese o negli ambienti vicini alle BR. Alla critica relativa al fatto che qualcuno dei presenti avrebbe potuto guidare il piattino, Clò sostenne che la parola «Gradoli», così come «Bolsena» e «Viterbo», si erano formate più volte e con partecipanti diversi.

## Le possibili infiltrazioni mafiose
È stata prospettata la possibilità che elementi della 'ndrangheta fossero coinvolti nell'agguato di via Fani e nel sequestro. È quanto emergerebbe da una telefonata tra il segretario di Moro, Sereno Freato, e Benito Cazora, deputato della DC; quest'ultimo era entrato in contatto con un certo «Rocco», poi identificato in Rocco Varone, che aveva dichiarato di essere a conoscenza, tramite la malavita, dell'ubicazione della prigione di Moro che egli si offriva di rivelare in cambio di favori alle norme di confino alle quali era sottoposto. Il 18 aprile Varone ritornò in contatto con Cazora e richiese una foto originale di via Fani in cui egli riteneva potesse essere identificato un suo parente. Cazora ne parlò quindi a Freato ma non riuscì a ottenere la foto; non è chiaro a quale foto ci si riferisse. Inoltre Cazora non riuscì neppure a ottenere per Varone i benefici richiesti ottenendo un rifiuto sia dai funzionari ministeriali, sia da Giuseppe Pisanu, sia dal ministro Cossiga. Nonostante questo Varone diede alcune indicazioni sulla possibile prigione di Moro che però, nonostante gli accertamenti compiuti dalle autorità, si rivelarono completamente inutili.  Agendo in quel modo, si finiva per far sospettare che anche Rocco Varone avesse preso parte al sequestro o che fosse un Brigatista Rosso e stava depistando le indagini. 
Tommaso Buscetta raccontò che Salvo Lima e i cugini Salvo, su ordine di Giulio Andreotti, interessarono il boss mafioso Stefano Bontate per cercare la prigione di Moro: Bontate allora incaricò lo stesso Buscetta, all'epoca detenuto, di contattare gli esponenti delle Brigate Rosse in carcere per avere informazioni e cercò la mediazione di Giuseppe Calò, per via dei suoi legami con la banda della Magliana. Calò però chiese a Bontate di interrompere le ricerche, in quanto tra gli esponenti della DC non vi sarebbe più stata la volontà di cercare di liberare Moro. Dalla testimonianza di Francesco Marino Mannoia Bontate aveva convocato Calò per chiedere il suo intervento al fine di liberare Moro, ma il boss rispose dicendo che Cosa nostra non avrebbe avuto alcun interesse a muoversi.
All'insistenza di Bontate, Calò avrebbe scosso le spalle, rispondendo: «Stefano, ma ancora non l'hai capito che sono proprio loro, gli uomini del suo stesso partito, a non voler affatto che sia liberato... ?!». Infatti, sempre secondo Buscetta, Andreotti, che in un primo momento si era adoperato a cercare Moro, era stato indotto a cambiare ogni iniziativa dalla notizia che il prigioniero stava collaborando con le Brigate Rosse e gli stava rivolgendo pesanti accuse.
Raffaele Cutolo, capo della Nuova Camorra Organizzata, ha riferito a partire dal 1990, in modo confuso e variando più volte il suo racconto dei fatti, che egli si attivò per ricercare la prigione di Moro e sarebbe entrato in contatto con l'esponente della Banda della Magliana Franco Giuseppucci. Questi dopo qualche giorno avrebbe riferito a Cutolo che Nicolino Selis, altro membro della banda, sarebbe stato a conoscenza del luogo, che si sarebbe trovato vicino a un appartamento che egli utilizzava come nascondiglio di emergenza. Cutolo avrebbe quindi comunicato all'avvocato Francesco Gangemi di poter aprire una trattativa; a dire del capo della Camorra, l'avvocato avrebbe a sua volta contattato dei politici o ambienti del Ministero dell'interno. Il boss esplicitò che i servizi segreti italiani e non i servizi segreti deviati avevano posto il veto all'intermediazione per la salvezza dell'allora presidente della Democrazia Cristiana. Nella testimonianza di Cutolo, avendo egli preso contatti con Roma per tramite di un suo avvocato, gli fu chiesto di starsene da parte e di non impicciarsi nella faccenda. Valerio Morucci ha completamente screditato davanti alla Commissione Stragi questo confuso racconto: il brigatista ha evidenziato come i militanti dell'organizzazione fossero all'apparenza «gente normalissima in giacca e cravatta», completamente estranei all'ambiente della malavita e quindi molto difficilmente identificabili da parte della banda della Magliana. Morucci concluse: «Non eravamo una banda criminale... non ci incontravano sotto i lampioni... non facevamo traffici strani... non vedo come la banda della Magliana o chicchessia potesse individuare le brigate Rosse».
Stando a quanto riferito da alcuni collaboratori di giustizia, le varie mafie italiane in un primo momento si interessarono alla questione, cercando di operare per la liberazione di Moro e/o per individuare il covo dove veniva tenuto prigioniero, anche su richiesta di alcuni interlocutori appartenenti alle istituzioni, ma dalla metà di aprile questi tentativi vennero interrotti da richieste opposte (le due posizioni non furono comunque condivise da tutti i gruppi e causarono una spaccatura all'interno di Cosa nostra tra i Corleonesi, contrari a portare avanti i tentativi di individuare la prigione di Moro, e i palermitani). Secondo quanto riportato durante uno dei processi dal giornalista Giuseppe Messina, uno dei suoi contatti con la mafia siciliana gli aveva comunicato che l'organizzazione aveva cambiato opinione sulla liberazione di Moro, in quanto questi voleva un governo aperto al PCI e questo era in contrasto con l'anticomunismo della mafia stessa.
Il 15 ottobre 1993 Saverio Morabito, un collaboratore di giustizia della 'ndrangheta, dichiarò che in via Fani sarebbe stato presente anche Antonio Nirta, appartenente alla mafia calabrese e infiltrato nel gruppo brigatista. Secondo Morabito, inoltre, Nirta sarebbe stato anche un confidente dei Carabinieri in contatto con il capitano Francesco Delfino; egli avrebbe acquisito queste informazioni nel 1987 e nel 1990 da due malavitosi, Paolo Sergi e Domenico Papalia. Sia Delfino sia Nirta hanno poi smentito queste affermazioni; inoltre le presunte rivelazioni del Morabito non sono supportate da altre fonti e sono state ritenute dalla Commissione Stragi «non ancora supportate da adeguati riscontri».
Dalla prima relazione della Commissione parlamentare d'inchiesta del 2015 sul caso Moro, resa pubblica il 10 dicembre 2015, emergono sia la probabile connessione con un'arma dei mafiosi calabresi presente durante il sequestro sia i presunti contatti per trovare l'ubicazione di Moro, interessamento in seguito caduto. In questo stesso periodo il boss camorrista Raffaele Cutolo confessa che durante la sua detenzione con un boss di spicco della 'ndrangheta gli sarebbero stati rivelati contatti tra criminali calabresi e le Brigate Rosse. In merito a ciò la commissione parlamentare conferma che, durante la detenzione, Cutolo era in carcere con un boss della 'ndrangheta compatibile con quanto da lui raccontato.
Nel luglio 2016 Giuseppe Fioroni, il presidente della Commissione parlamentare d'inchiesta sul rapimento e la morte di Aldo Moro, ha reso noto che in una delle fotografie d'archivio del quotidiano romano Il Messaggero, scattate in via Fani e inizialmente acquisite nel procedimento d'indagine sulla morte del giornalista Mino Pecorelli, comparirebbe una persona il cui aspetto fisico è compatibile con quello di Antonio Nirta (deceduto nel settembre 2015).
La Commissione parlamentare d'inchiesta, nella relazione finale (paragrafo 13, considerazioni conclusive, pag. 268), approvata il 6 dicembre 2017, Doc. XXIII, N. 29, ha asserito che: «… non si intravede una regia unica tra i protagonisti attivi o omissivi della vicenda Moro. Emerge, al contrario, come si sia innestata sull'operazione militare delle Brigate rosse l'azione di una pluralità di soggetti che, per ragioni diverse, influirono sulla gestione e [sulla] tragica conclusione della vicenda».
Una pluralità di soggetti che la Commissione, nel prosieguo della relazione, identifica uno per uno, come segue:
«…la presenza di persone legate alla P2 in diversi ambiti istituzionali, dai Comitati di crisi istituiti presso il ministero dell'Interno, ai vertici dei Servizi e delle Forze di Polizia, della Magistratura, come pure l'evidente permanere, all'interno degli apparati, di appartenenti a strutture che in alcuni casi, come evidenziato dal lavoro della Commissione Stragi, rispondevano a plurime fedeltà».
«…la presenza, in diversi snodi del sequestro Moro, di personaggi legati alle organizzazioni criminali, o perché interessati direttamente da esponenti politici, o in quanto fornitori di supporto logistico e armi, o semplicemente come "spettatori" della vicenda. In questo ambito, il riconoscimento del coinvolgimento del bar Olivetti di via Fani in dinamiche criminali 'ndranghetiste e di traffico di armi e i contatti con la malavita settentrionale e romana ampiamente documentati nella Relazione costituiscono un'importante acquisizione, che va oltre la vexata quaestio di una presunta eterodirezione delle Brigate rosse, ma disegna uno sfondo di compromissioni a vari livelli».
«Dentro tale sfondo si collocano anche le infiltrazioni nelle Brigate rosse che si verificarono sin dai primi anni '70 e che sono state pure documentate dalle indagini».
«… rapporti fra varie entità, anche criminali o terroristiche, e i vari servizi segreti. In questo ambito una delle principali acquisizioni è giunta dagli approfondimenti sulla dimensione "mediterranea" della vicenda Moro, con particolare riferimento agli accordi politici e di intelligence che fondavano la politica italiana, in particolare nei riguardi del Medio Oriente, della Libia e della questione israelo-palestinese. Gli approfondimenti sul ruolo dei movimenti palestinesi e del centro SISMI di Beirut hanno consentito di gettare nuova luce sulla vicenda delle trattative per una liberazione di Moro e sul tema dei canali di comunicazione con i brigatisti, ma anche di cogliere i condizionamenti che poterono derivare dalla collocazione internazionale del nostro Paese e dal suo essere crocevia di traffici di armi con il Medio Oriente, spesso tollerati per ragioni geopolitiche e di sicurezza nazionale».
«È stato inoltre possibile inquadrare l'azione delle Brigate rosse all'interno di un più vasto "partito armato", composto da diverse formazioni terroristiche italiane, che faceva parte a pieno titolo del terrorismo internazionale di sinistra e non si riduceva a una dimensione puramente nazionale».

## Il ruolo di Carmine Pecorelli
Il giornalista Mino Pecorelli, che apparentemente godeva di numerose conoscenze all'interno dei servizi segreti italiani, sul settimanale Osservatore Politico (OP) si occupò più volte sia del rapimento Moro, sia della possibilità che il politico potesse essere in qualche modo bloccato nel suo tentativo di aprire il governo al PCI.
Il 15 marzo, il giorno prima del rapimento, la sua OP pubblica un articolo sibillino che, citando l'anniversario delle Idi di marzo e collegandolo con il giuramento del governo Andreotti, farebbe riferimento a un possibile nuovo Bruto (uno degli assassini di Cesare).
Successivamente, durante il sequestro Moro, Pecorelli nei suoi articoli dimostrerebbe di conoscere l'esistenza del omonimo memoriale (mesi prima del suo ritrovamento), di alcune lettere ancor prima che venissero rese pubbliche. Ipotizza la presenza di due gruppi all'interno delle BR, uno trattativista e uno invece deciso a uccidere comunque Moro, e fa trapelare il sospetto che il gruppo che ha materialmente effettuato l'agguato in via Fani non sia poi lo stesso che l'aveva pianificato e stava gestendo anche il sequestro («Aspettiamoci il peggio. Gli autori della strage di via Fani e del sequestro di Aldo Moro sono dei professionisti addestrati in scuole di guerra del massimo livello. I killer mandati all'assalto dell'auto del presidente potrebbero invece essere manovalanza reclutata in piazza. È un particolare da tenere a mente») escludendo peraltro che il gruppo storico delle BR (Curcio e altri arrestati e incarcerati da tempo) avesse a che fare con il rapimento.
Sul ritrovamento del covo di via Gradoli Pecorelli fece notare come, al contrario di quanto ci si sarebbe aspettato dai brigatisti, nel covo tutte le possibili prove della presenza di questi era in bella mostra. Sui possibili mandanti evidenzia come il progetto di apertura dal governo al PCI di Enrico Berlinguer, tra i principali sostenitori dell'eurocomunismo, sarebbe stato mal visto sia dagli Stati Uniti (per via del fatto che avrebbe cambiato gli equilibri di potere sia nazionali sia internazionali), sia dall'URSS (dato che avrebbe dimostrato che un partito comunista poteva andare al governo in maniera democratica e senza essere diretta emanazione del PCUS di Mosca).
Il 20 marzo 1979 Pecorelli fu ucciso a colpi d'arma da fuoco davanti alla sua abitazione. Due mesi prima, il 24 gennaio, era stato invitato a cena da alcuni emissari di Andreotti presso il ristorante "La famiglia piemontese" dove si cercò di farlo desistere dalla campagna mediatica contro Andreotti. Chiara Zossolo, moglie del falsario Antonio Chichiarelli, riferì alla magistratura italiana un suo ricordo del 1981: al Senato era in corso la polemica sulla famosa cena al ristorante "la Famjia piemonteisa", nel corso del quale il senatore Claudio Vitalone e altri personaggi dell'entourage andreottiano avevano offerto soldi a Pecorelli perché cessasse di attaccare Andreotti sul suo giornale, "OP". Commentando quel fatto, Chichiarelli spiegò di conoscere il vero motivo della morte del giornalista: "Pecorelli - disse l'uomo alla moglie - è stato ucciso perché aveva appurato delle cose sul sequestro Moro: era un brav'uomo e non meritava purtroppo di morire". A rendere ancora più pesante questo riscontro è una seconda deposizione, resa dalla testimone Franca Mangiavacca, segretaria e ultima compagna di Pecorelli. La signora Mangiavacca ha infatti riconosciuto, in mezzo a decine di fotografie, quella di Chichiarelli. È lui l'uomo che ha pedinato lei e Pecorelli nei giorni precedenti all'omicidio del giornalista. 
Nel 1992 Tommaso Buscetta rivelò che l'uccisione fu eseguita da Cosa nostra – con la manovalanza romana della Banda della Magliana – per «fare un favore ad Andreotti», preoccupato per certe informazioni sul caso Moro: Pecorelli avrebbe ricevuto dal generale Carlo Alberto dalla Chiesa copia degli originali delle lettere di Aldo Moro che contenevano pesanti accuse nei confronti di Giulio Andreotti, e vi avrebbe alluso in alcuni articoli di OP. L'omicida, secondo le confidenze fatte alla propria compagna, pare essere quell'Antonio Chichiarelli, falsario della Banda della Magliana, autore del falso comunicato brigatista e nella cui cassaforte, dopo la sua uccisione, nel 1984, vennero ritrovate delle foto Polaroid ritraenti Moro nel covo brigatista. Pare accertato che Chichiarelli avesse delle frequentazioni con alcuni brigatisti.
Della circolazione in quegli anni a Roma di una versione integrale delle lettere di Moro scoperte dai carabinieri nel covo milanese di via Monte Nevoso e del memoriale, fu prova un episodio verificatosi qualche anno dopo: al congresso socialista di Verona del 1983 Bettino Craxi diede lettura di una lettera di Aldo Moro, pesantemente critica verso i suoi compagni di partito, il cui testo non risultava da nessuno degli atti pubblicati fino a quel momento; la cosa fu considerata una sottile minaccia – nell'ambito della guerra sotterranea tra la DC e il PSI – e produsse animate critiche che raggiunsero anche l'ambito parlamentare.
Lo storico Giuseppe Tamburrano, nel 1993, espresse dei dubbi su quanto detto dai collaboratori di giustizia, poiché dopo aver confrontato i due memoriali (quello «amputato» del 1978 e quello «completo» del 1990) notò che le accuse di Moro rivolte ad Andreotti erano le stesse, per cui quest'ultimo non aveva nessun interesse a ordinare l'omicidio di Pecorelli, che non poteva minacciarlo di pubblicare cose già note e di pubblico dominio.
Nel processo Andreotti, circa l'accusa dell'omicidio Pecorelli, lo statista fu assolto nel giudizio di primo grado per non aver commesso il fatto,, mentre la Corte d'appello di Perugia lo condannò a 24 anni di reclusione il 17 novembre 2002. Andreotti fece ricorso in Cassazione, che il 30 ottobre 2003 annullò la sentenza senza rinvio, rendendo definitiva l'assoluzione di primo grado.

## Il ruolo di Steve Pieczenik
Nel 2013 l'esperto statunitense Steve Pieczenik, che ufficialmente coordinava il collegamento tra i servizi segreti americani e gli omologhi italiani, ribadì in un'intervista concessa a Gianni Minoli su Radio 24 le rivelazioni precedentemente esposte nel 2008 in un suo libro, ovvero che il suo reale compito fosse quello di «manipolare alla distanza i terroristi italiani così da far in modo che le BR uccidessero Moro a ogni costo». Il PM romano Luca Palamara ha fatto acquisire agli atti il libro, del 2008, e l'intervista, del 2013. Le parole del consulente statunitense sono state inserite nel fascicolo processuale aperto sulla base di un esposto di Ferdinando Imposimato, avvocato che all'epoca dei fatti (1978) ricopriva la carica di Giudice istruttore. Imposimato afferma: «Moro poteva esser salvato ed il covo di Via Montalcini – dov'era tenuto prigioniero lo statista – era monitorato da tempo dalle Forze dell'Ordine, ma il blitz per liberare l'esponente della DC, nonostante fosse stato preparato nei minimi dettagli, saltò all'ultimo momento». E ancora: «Steve Pieczenik costituisce un personaggio chiave in grado di fornire informazioni utili al fine di squarciare i veli ancora nebulosi ed oscuri che gravano sul Caso Moro». Palamara, che procede con un fascicolo contro ignoti, si dice particolarmente interessato alla versione resa da Steve Pieczenik, specialmente quando afferma: «Temevo, ma anche mi aspettavo, che le BR si rendessero effettivamente conto dell'errore che stavano per compiere uccidendo l'ostaggio, e che – alla fine – liberassero Moro rinunciando alla contropartita, mossa questa che avrebbe fatto fallire il mio piano e di cui io solo avrei dovuto render conto ai miei superiori: fino alla fine ho avuto il terrore che liberassero effettivamente il politico. Il sacrificio della vita di Moro era necessario».
Un altro personaggio che è stato spesso al centro delle ipotesi di giornalisti e politici è l'esperto statunitense giunto su invito di Cossiga, Steve Pieczenik, al tempo assistente del Sottosegretario di Stato e Capo dell'Ufficio per la gestione dei problemi del terrorismo internazionale del Dipartimento di Stato statunitense, e rimasto in Italia circa tre settimane. Dopo la carriera come negoziatore ed esperto di terrorismo internazionale ha cominciato a collaborare con Tom Clancy, nella stesura di libri e film.
Il suo nome, come quello degli altri esperti, venne diffuso solo agli inizi degli anni novanta. Dopo che venne resa pubblica la composizione dei tre comitati, durante le indagini della Commissione stragi vennero richiesti i documenti prodotti da questi: si scoprì che erano presenti solo alcune relazioni di un comitato degli esperti, ma nulla di quanto prodotto dagli altri due. In una relazione a lui attribuita, Pieczenik analizzava le possibili conseguenze politiche del caso Moro, l'eventualità che l'operazione delle Brigate Rosse avesse avuto un appoggio dall'interno delle istituzioni oltre che alcuni consigli su come poter agire per far uscire allo scoperto i brigatisti. Dopo che il contenuto di questa relazione, intitolata Ipotesi sulla strategia e tattica delle BR e ipotesi sulla gestione della crisi, è stato reso noto, Pieczenik ne ha tuttavia negato la paternità, affermando che si trattava di un falso, contenente sia alcune delle teorie e ipotesi da lui effettivamente elaborate al tempo, sia alcuni consigli operativi su cui non concordava, che erano nello stile di Ferracuti, e che per prassi non aveva lasciato nulla di scritto. Il giornalista Robert Katz, che ha intervistato Pieczenik sul caso, fa anche notare che il supposto rapporto contiene riferimenti al comunicato n. 8 del 24 aprile relativi allo scambio tra Moro e 13 detenuti, riferimenti impossibili per via del fatto che l'esperto statunitense aveva lasciato l'Italia il 15 aprile.
Stando a quanto raccontato da Cossiga e dallo stesso Pieczenik, inizialmente l'idea dello statunitense era quella d'inscenare una finta apertura alla trattativa, per ottenere più tempo e cercare di far uscire allo scoperto i brigatisti, in modo da poterli individuare.
In alcune interviste rilasciate successivamente a questi fatti, Pieczenik affermò che durante i giorni del sequestro vi erano notevoli falle che permettevano di far giungere informazioni riservate al di fuori delle discussioni dei comitati e che non aveva l'impressione che la classe politica fosse vicina a Moro:
(I giorni del complotto, articolo del giornalista Robert Katz, pubblicato su Panorama del 13 agosto 1994.)
Tornato negli Stati Uniti fu contattato da un consigliere politico dell'ambasciata argentina (Paese al tempo sottoposto a una dittatura militare) per chiedere aiuto contro sospetti terroristi. Al rifiuto di Pieczenik questo lo minacciò di fargli pervenire un ordine ufficiale da parte del Dipartimento di Stato. Secondo il negoziatore, il consigliere avrebbe potuto essere in realtà un agente segreto, che in qualche modo «era al corrente di ciò che era accaduto nelle stanze romane di Cossiga. Sapeva esattamente cosa vi avevo fatto nelle ultime tre settimane, anche se avrebbe dovuto trattarsi di segreti. Non mi spiegò in che modo fosse venuto a conoscenza di tutto ciò, e l'unica cosa che potei fare fu dedurne che la fuga di notizie faceva rotta diretta verso l'Argentina» e che «parlava in tono arrogante e pieno di sottintesi, come se a unirci fosse stata l'affiliazione a qualche misteriosa confraternita»; confraternita e fonte delle informazioni che Pieczenik identifica, a posteriori rispetto all'evento, con la P2, dopo che la pubblicazione dei nomi degli iscritti e le successive indagini avevano mostrato come molti degli appartenenti ai tre comitati ne facessero parte e come questa avesse legami proprio con l'Argentina.
Dopo alcuni accordi per essere sentito dalla Commissione Stragi, in un primo tempo accettò l'invito, ma poi improvvisamente rifiutò di presentarsi in Italia.
Nel 2006, a quasi trent'anni di distanza dai fatti, durante la preparazione del documentario francese Les derniers jours de Aldo Moro, il giornalista Emmanuel Amara entrò in contatto con Pieczenik, che accettò di farsi intervistare. Il contenuto di questa intervista è stato poi inserito nel saggio Abbiamo ucciso Aldo Moro. Dopo 30 anni un protagonista esce dall'ombra. Nell'intervista riportata nel libro stesso riassume quello che sarebbe stato il suo compito durante il rapimento Moro:
Allo stesso tempo era auspicabile che la famiglia Moro non avviasse una trattativa parallela, scongiurando il rischio che Moro venisse liberato prima del dovuto. Ma mi resi conto che, portando la mia strategia alle sue estreme conseguenze, mantenendo cioè Moro in vita il più a lungo possibile, questa volta forse avrei dovuto sacrificare l'ostaggio per la stabilità dell'Italia.»
(Emmanuel Amara, Abbiamo ucciso Aldo Moro. Dopo 30 anni un protagonista esce dall'ombra, Roma, Cooper, pp. 102-103.)
(Emmanuel Amara, Abbiamo ucciso Aldo Moro. Dopo 30 anni un protagonista esce dall'ombra, Roma, Cooper, p. 186.)
Il fatto che Moro fosse ormai sacrificabile in nome della «ragion di Stato» sarebbe divenuto chiaro a Pieczenik nel momento in cui, a fronte di indagini inconcludenti e informazioni riservate che venivano continuamente diffuse, il presidente democristiano avrebbe cominciato a scrivere lettere sempre più preoccupate, che potevano far supporre che stesse per cedere psicologicamente.
Pieczenik ha anche sostenuto che gli Stati Uniti, pur avendo numerosi interessi in Italia (a cominciare dalle truppe dislocate), non erano al corrente della precisa situazione del Paese (né per quello che riguardava il terrorismo di sinistra, né per quello che riguardava i gruppi eversivi di destra o i servizi deviati) e che quindi non poté avere aiuti né dalla CIA né dall'ambasciata statunitense in Italia. Lo stesso Dipartimento di Stato gli avrebbe fornito, come fonti di informazione sul Paese, solo articoli tratti da TIME e Newsweek. L'esperto statunitense ha affermato che appena arrivato in Italia venne informato da Cossiga che le istituzioni italiane non avevano idea di come uscire dalla crisi e che sia lo stesso Cossiga, sia i servizi segreti vaticani che avevano offerto la loro collaborazione, lo avevano informato che in Italia da pochi mesi era stato effettuato un tentativo di colpo di Stato da parte di esponenti dei servizi segreti, principalmente di destra, e di persone che successivamente identificò come legate alla loggia P2, ma che il tentativo era fallito e che lo stesso Cossiga era riuscito a «fare un po' di pulizia e a riprendere il controllo su una parte di quegli elementi». Lo stesso Pieczenik si diceva stupito della presenza di tanti ex fascisti all'interno dei servizi segreti, tanto da avere l'impressione di ritrovarsi «nel quartiere generale del duce, di Mussolini», affermando comunque che durante il sequestro la «capacità di disturbo» di questi gruppi non fu così energica come temeva in un primo tempo. Anche le Brigate Rosse, secondo l'esperto, avevano infiltrati nelle istituzioni, e godevano di informazioni di prima mano fornite da figli di politici e funzionari italiani che simpatizzavano per il gruppo, o perlomeno militavano nei gruppi di estrema sinistra. Queste infiltrazioni vennero studiate, pur senza portare a nessuna individuazione sicura, da Pieczenik con l'aiuto dei servizi vaticani, che l'esperto statunitense riteneva al tempo molto più efficienti e informati sulla situazione di quelli italiani.
Nel libro-intervista, oltre a confermare quanto già detto in precedenti interviste, Pieczenik ha raccontato di aver partecipato in prima persona alla decisione di creare il falso comunicato n. 7, e ha rivelato di aver spinto le Brigate Rosse a uccidere Moro, con lo scopo di delegittimarle, quando ormai era chiaro (dal suo punto di vista) che non ci sarebbe stata la volontà di liberarlo da parte della classe politica, affermando: «Ho permesso che si servissero di questa violenza fino al punto di perdere tutta la loro legittimità. Piuttosto che riconoscere il loro errore, sono sprofondati in quella spirale che li ha portati alla fine»). Secondo l'esperto l'unico modo che avevano le Brigate Rosse di legittimarsi in qualche modo e distruggere i tentativi di stabilizzazione da lui portati avanti, sarebbe stato il rilascio di Moro, ma questo non avvenne.
Il fatto che fosse tornato in America anzitempo, secondo quanto affermato, era dovuto al fatto che non voleva dare l'impressione che dietro la ormai prevedibile morte di Moro vi potessero essere pressioni statunitensi. Precedentemente aveva invece affermato che se ne era andato perché la sua presenza non fosse strumentalizzata per legittimare l'operato (ritenuto inefficiente e compromesso) delle istituzioni.

## L'ipotesi del tiratore scelto
Sul luogo della strage sono stati ritrovati 93 bossoli. Con questo elevato numero di colpi sparati in pochi secondi vengono colpiti tutti gli uomini della scorta di Aldo Moro: Oreste Leonardi, Domenico Ricci, Giulio Rivera, Raffaele Iozzino e Francesco Zizzi; tuttavia il presidente della DC restò vivo, leggermente ferito a una coscia. ciò potrebbe far pensare a un'elevata esperienza da parte di chi stava usando quelle armi. I brigatisti Morucci, Moretti, Gallinari, Bonisoli e Fiore hanno sempre dichiarato che i militanti dell'organizzazione non erano addestrati professionalmente e non erano molto esperti di armi. I brigatisti hanno affermato che l'azione si fondava soprattutto sull'effetto sorpresa, che non era necessario un addestramento militare specifico ma che invece fosse richiesta rapidità e grande determinazione per avvicinarsi al massimo alle auto sparando a distanza ravvicinata sugli occupanti senza rischiare di colpire Moro e senza dare modo agli agenti, ritenuti pericolosi e preparati, di reagire.
Secondo le perizie balistiche presentate al processo «Moro–quater», una sola arma automatica risulta aver sparato più della metà dei colpi quel giorno: 49 colpi in 20 secondi. L'autopsia del cadavere di Moro ha evidenziato una ferita da arma da fuoco sulla coscia, riconducibile a questa sparatoria; poiché Moro sedeva da solo sul sedile posteriore della sua vettura, non sarebbe risultato molto difficile per gli aggressori dirigere il fuoco delle loro armi verso la parte anteriore della vettura, dove si trovava l'autista e la guardia del corpo. I componenti del commando di via Fani indossavano divise da aviazione civile, invece di indossare vestiti in grado di farli passare inosservati, sia prima dell'operazione, sia durante la fuga; per quanto l'indossare divise offra il vantaggio di un'omogeneizzazione visiva delle persone, rendendole meno distinguibili singolarmente. Nella stessa perizia fu scritto anche che, contrariamente a quanto dichiarato dal brigatista Morucci, a sparare sulla Fiat 130 era presente almeno un altro brigatista collocato sul lato destro dell'auto dal lato passeggero.
Partendo dai dubbi sull'apparente professionalità mostrata nel colpire la scorta senza uccidere Moro, alcuni hanno ipotizzato che nel commando vi fosse un tiratore scelto armato di mitra a canna corta, che sarebbe colui il quale ha sparato la maggior parte dei colpi, la cui identità sarebbe ancora sconosciuta. Il settimanale L'espresso ha proposto un'identità al fantomatico cecchino. Si tratterebbe di un tiratore scelto, ex membro della Legione straniera, Giustino De Vuono, colui che avrebbe sparato tutti i 49 colpi andati a segno e, soprattutto, tutti quelli che hanno centrato gli uomini della scorta. Agli atti della Questura di Roma si trova depositata una testimonianza, contenuta in un verbale datato 19 aprile 1978, in cui il teste Rodolfo Valentino afferma di aver riconosciuto De Vuono alla guida di una Mini o di un'A112 di color verde e presente sulla scena dell'eccidio. Altri, ipotizzano che possa essere stato un agente del servizio segreto (italiano o straniero) o dell'organizzazione clandestina Gladio estraneo all'organizzazione brigatista e quindi le divise sarebbero state necessarie per rendere riconoscibili a prima vista e reciprocamente i brigatisti e il tiratore scelto.
Durante i 55 giorni – peraltro – De Vuono risultò assente dalla sua abituale residenza, a Puerto Stroessner (oggi Ciudad del Este, nel Paraguay meridionale, all'epoca dei fatti retto da una giunta militare trentennale con a capo il generale Alfredo Stroessner). De Vuono era affiliato alla 'ndrangheta calabrese e diversi brigatisti testimoniarono che le BR si rifornivano di armi proprio dai malavitosi calabresi; inoltre De Vuono era ideologicamente «collocato all'estrema sinistra». È stato anche provato che in Calabria lo Stato avviò contatti con la malavita per ottenere il rilascio di Moro. D'altronde pare accertata la presenza di De Vuono sul luogo della strage il giorno incriminato. Sebbene tutte le fotografie scattate dai giornalisti quella mattina fossero scomparse misteriosamente, esiste una fotografia che mostra, tra la folla assiepata sul marciapiede, proprio Giustino De Vuono, detto “lo Scannato” o “lo Scotennato”, ed un'altra persona identificata in Antonio Nirta, boss di San Luca in Aspromonte.
In alternativa, l'identità del fantomatico tiratore scelto avrebbe potuto anche essere stata straniera. Un testimone occasionale, che si trovava a passare per via Fani circa mezz'ora prima della strage, sarebbe stato affrontato da un uomo che aveva l'accento tedesco e che gli ordinò di scappare via di lì. Si presume che fosse un appartenente alla RAF, l'organizzazione terroristica della Germania Ovest che sei mesi prima aveva pianificato ed eseguito un rapimento simile ai danni del presidente della Confindustria tedesca. In proposito, il brigatista pentito Patrizio Peci ha dichiarato che Mario Moretti, all'epoca del sequestro Moro, era in contatto con il terrorista tedesco Willy Peter Stoll, circostanza però smentita da Valerio Morucci e Adriana Faranda. Le perizie hanno appurato che in via Fani erano state usate anche munizioni di provenienza speciale (ricoperte di una vernice protettiva usata per avere una migliore conservazione), simili pallottole furono trovate anche nel covo di via Gradoli.
Inoltre, alcuni testimoni occasionali dichiararono di aver udito un forte rumore di elicottero sorvolare la zona di via Fani in concomitanza della strage, sebbene dai piani di volo risultino solo elicotteri della polizia in volo su quell'area, ma a partire dalla tarda mattinata, a sequestro compiuto. C'è, infine, il giudizio rilasciato alla stampa dal generale Gerardo Serravalle, fino al 1974 a capo della struttura Gladio, secondo il quale «dietro la "Geometrica Potenza" brigatista c'erano killer professionisti. Uno che spara in quel modo, centrando come birilli, tutti gli uomini della scorta senza lasciar loro il tempo per la fuga o per la difesa, è senza dubbio alcuno un tiratore scelto di altissimo livello; 49 colpi in una manciata di secondi: un record. In Europa di siffatti uomini si contano sulle dita d'una mano!». I brigatisti coinvolti nel sequestro Moro hanno sempre negato la presenza di componenti esterni alla loro organizzazione.

## Altri episodi e aspetti controversi
- Nelle settimane precedenti all'agguato di via Fani si verificarono due episodi sospetti. Il primo lo segnalò Franco Di Bella (direttore del Corriere della Sera), che mentre si stava recando nello studio di Moro, in via Savoia, fu avvicinato da una persona armata di pistola, a bordo di una moto; il secondo fu la presenza di un tale Gianfranco Moreno di fronte allo studio di via Savoia, il 24 febbraio. Questo fatto fu denunciato da un inquilino del palazzo. Successivamente Nicola Rana, uno dei collaboratori del presidente democristiano, raccontò che il 15 marzo Giuseppe Parlato (Capo della Polizia) si recò nello studio di Moro per rassicurarlo su questo episodio[2].
- I brigatisti rossi testimoniarono che era stato facile organizzare l'agguato alla scorta di Moro in quanto la colonna di automobili seguivano sempre il medesimo percorso, in ciò smentiti dalla testimonianza della vedova dello statista che affermò, invece, che il percorso era scelto di volta in volta la sera prima. Con questo si suppone che i brigatisti fossero a conoscenza da settimane, se non da mesi, del percorso seguito quella mattina dalle automobili, tanto che il furgone del venditore ambulante che quotidianamente stazionava nel punto dell'agguato, la fatidica mattina era assente in quanto la sera precedente gli erano stati squarciati tutti gli pneumatici.
- Altro aspetto controverso fu quello del motociclista sul luogo della strage. Secondo testimoni oculari, un quarto d'ora prima dell'arrivo delle auto della scorta in Via Fani, una motocicletta Honda di grossa cilindrata con due persone sfrecciò sparando in aria per intimorire le persone che camminavano sul marciapiedi di fronte all'incrocio dove si sarebbe consumata la strage.
- A tutt'oggi non si è riusciti a spiegare la tipologia di cortocircuito che portò al completo collasso della rete telefonica quella mattina nella zona di Via Fani.
- Gli agenti di scorta di Moro (l'appuntato dei Carabinieri Otello Riccioni, il maresciallo di Pubblica sicurezza Ferdinando Pallante, il brigadiere Rocco Gentiluomo e gli agenti Vincenzo Lamberti e Rinaldo Pampana), che la mattina del rapimento non erano in servizio, rilasciarono dichiarazioni scritte molto simili tra loro, tra il 13 e il 26 di settembre 1978 ai Giudici Istruttori Ferdinando Imposimato e Achille Gallucci. Gli agenti spiegarono che Moro era un personaggio fortemente abitudinario, al punto che usciva di casa sempre alla medesima ora (alle 9:00) cosicché i brigatisti, pedinandolo, avrebbero avuto maggiore certezza nei tempi per l'agguato. Tuttavia il 23 settembre 1978 la moglie Eleonora smentì questa versione nell'interrogatorio davanti al magistrato Achille Gallucci[117].
- Il giorno dell'agguato i fucili mitragliatori in dotazione agli agenti di scorta di Moro si trovavano riposti nei bagagliai delle auto.[118] Durante il processo presso la Corte d'assise di Roma la moglie di Moro, Eleonora Chiavarelli, dichiarò: «questa gente le armi non le sapeva usare perché non facevano mai esercitazioni di tiro, non avevano abitudine a maneggiarle, tanto che il mitra stava nel portabagagli. Leonardi ne parlava sempre. "Questa gente – diceva – non può avere un'arma che non sa usare. Deve saperla usare. Deve tenerla come si deve. La deve tenere a portata di mano. La radio deve funzionare, invece non funziona." Per mesi si è andati avanti così. Il maresciallo Leonardi e l'appuntato Ricci non si aspettavano un agguato, in quanto le loro armi erano riposte nel borsello e uno dei due borselli, addirittura, era in una foderina di plastica».[49] Quest'ultima affermazione fu smentita dalla vedova del maresciallo Leonardi, la quale dichiarò che il marito «ultimamente andava in giro armato perché si era accorto che una macchina lo seguiva»[49].
- La tecnica utilizzata per l'agguato e denominata «a cancelletto», che consisteva nell'intercettare una colonna di automobili attraverso il blocco di quella di testa, immobilizzando poi la colonna bloccando l'auto di coda, era nota per essere stata utilizzata in precedenza anche dall'organizzazione terroristica tedesca RAF. Alcuni testimoni riferirono di aver udito, durante l'agguato in via Fani, urla in una lingua sconosciuta, forse in tedesco.[119]
- La Banda della Magliana in quel periodo dettava legge nella malavita della Capitale. A quest'organizzazione criminale apparteneva Antonio Chichiarelli, l'autore del falso volantino brigatista. Inoltre, il covo brigatista ove Moro venne tenuto sotto sequestro si trovava nel quartiere della Magliana e anche il proprietario dell'edificio di fronte al covo era vicino all'organizzazione romana[120].
- All'epoca del ritrovamento del cadavere, e nei giorni immediatamente successivi, alcuni quotidiani a tiratura nazionale asserirono che nelle tasche dell'abito di Moro fossero stati ritrovati dei gettoni telefonici, il che avrebbe lasciato adito a dubbi sul fatto che i brigatisti avessero intenzione di rilasciare l'ostaggio[121]. Mario Moretti ha smentito questa ricostruzione[2], così come ha smentito la notizia che Moro fosse stato tenuto prigioniero in una località balneare e lì ucciso, stante il fatto che sotto la suola delle scarpe del cadavere dello statista fu rinvenuta della sabbia. Affermò anche di non rammentare se alla 128 utilizzata nell'agguato fossero stati disattivate le luci posteriori dei freni, utili a far avvenire il tamponamento da parte dell'auto della scorta.
- Dopo la «condanna a morte» e prima dell'uccisione, l'allora confessore di Moro don Antonio Mennini – in base a una dichiarazione di Francesco Cossiga – sarebbe entrato nella cella in cui le Brigate Rosse tenevano rinchiuso Aldo Moro per impartirgli i sacramenti[122]. Nel 2015 don Mennini ha smentito questa ricostruzione[123].
- I giornalisti Giovanni Fasanella e Giuseppe Rocca nel loro libro Il misterioso intermediario sostengono che Moro fosse vicino alla liberazione, salvato da una mediazione della Santa Sede. Condotto in un palazzo del ghetto ebraico, stava per essere trasportato in Vaticano su un'auto con targa diplomatica, ma all'ultimo momento qualcuno all'interno delle BR non avrebbe mantenuto gli impegni, e avrebbe ucciso il prigioniero. Dà spazio a congetture l'ambiguo commento di Francesco Cossiga che definì il libro «bellissimo».
- Al vaglio del PM Palamara si trova un altro particolare della vicenda, il cosiddetto «giallo di via Caetani»[115]. Esso concerne l'ora in cui fu trovato, il 9 maggio 1978, il cadavere di Moro nella Renault 4 rossa in via Michelangelo Caetani. Il tutto nasce dal fatto che la telefonata brigatista di rivendicazione dell'omicidio arrivò alle ore 12:30, ma due artificieri, tra i primi a esser accorsi sul luogo, hanno spostato di un'ora e mezzo in avanti il momento di ritrovamento del corpo. Nella loro testimonianza, essi concordano che alle 11:00 in punto di quella fatidica mattina essi giunsero in via Caetani e vi trovarono già presenti l'allora Ministro dell'Interno Francesco Cossiga. Questa versione dei fatti è già stata smentita da due testimoni: l'ex giornalista della Rai Franco Alfano, presente al momento dell'apertura del bagagliaio dell'auto, il quale sottolinea che l'ora del ritrovamento è quella conosciuta, e l'attrice Piera Degli Esposti. Quest'ultima, in un'intervista rilasciata al TG5 il 6 luglio 2013, dichiarò d'aver trascorso buona parte di quella mattina in via Caetani per motivi di lavoro e di non aver notato alcunché di quanto indicato dai due artificieri. Anche queste testimonianze sono state inserite nel fascicolo processuale.